# Demo 3 (陳綺貞專輯)
《Demo 3》是臺灣創作歌手陳綺貞第三張限量發行的音樂專輯。其中「九份的咖啡店」是陳綺貞19歲時的作品，經流傳多年後，2005年收錄於精選輯《CHEER》當中。

## 曲目
1. 他唱起歌來了
2. 坐火車到傳說中的湘南海岸
3. 媽媽睡了
4. 我喜歡木村拓哉
5. 朋友
6. 其實我很羨慕你
7. 星期天的下午
8. 我有一套限量的約翰藍儂紀念郵票
9. 我還是如此的清醒
10. 我終於懂了
11. 夢
12. 黃色的浮板
13. 我們連覺也沒睡決定連夜趕去拜訪艾立克克萊普頓
14. 歌迷
15. 整個世界的黑暗
16. 九份的咖啡店